# Octodon bridgesi
Дегу Бріджеса (Octodon bridgesi) — вид гризунів родини Віскашеві.

## Етимологія
Названий на честь д-ра Томаса Чарльза Бріджеса (1807—1865), який був мандрівником і колекціонером у тропічній Америці з 1822 до 1865 року. Його основною ціллю були птахи. Більше трьох десятків зразків видів птахів, зібраних Бріджесом у Чилі, Болівії та Гватемалі, знаходяться в Британському музеї.

## Зовнішня морфологія
Середня вага: 142 г, довжина тіла 32 см. Від темно-сірого до золотисто-коричневого на верхній частині тіла й жовто-коричневий на нижній. Хвіст прямий з чорним пучком коротких волосків на кінчику. Коли ця тварина рухається, хвіст тягнеться по землі. Передні лапи мають рудиментарні п'яті пальці; задні ноги мають шершаві підошви. Велика голова, великі очі і добре розвинені вуха.

## Середовище проживання
Діапазон зменшився за останні десятиліття і в наш час[коли?] обмежується трьома дискретними районами проживання в передгір'ях Анд. Мешкає в лісах і скелястих ділянках; висота проживання над рівнем моря: 0–1100 м. Рідні для нього країни — Аргентина та Чилі.

## Поведінка
Видає пронизливий сигнал тривоги. Рослиноїдний. Завдає збитки плантаціям молодих сосен.